# تولابي (مقاطعة إسلام آباد غرب)
تولابي (بالفارسية: تولابی) هي قرية تقع في كرمانشاه في إيران. يقدر عدد سكانها بـ 371 نسمة بحسب إحصاء 2016.